# CHAGE&ASKA THE LONGEST TOUR MEMORIAL
『CHAGE&ASKA THE LONGEST TOUR MEMORIAL』（チャゲアンドアスカ・ザ・ロンゲスト・ツアー・メモリアル）は、CHAGE&ASKA（現：CHAGE and ASKA）のシングルCDをまとめた、CD-BOX作品。1993年12月17日に発売された。発売元はポニーキャニオン。
完全限定生産のため、現在は廃盤となっている。

## 背景・リリース
コンサートツアー『史上最大の作戦 THE LONGEST TOUR 1993-1994』開催を記念して発売された。
ポニーキャニオン移籍後のシングルCDである「モーニングムーン」から「YAH YAH YAH/夢の番人」までの8cmシングル18枚が、特製バインダーに収められている (1993年12月発売ではあるものの、同年8月に発売されたシングル「Sons and Daughters 〜それより僕が伝えたいのは」は収録されていない)。また外面がアルバム『RED HILL』の広告、内面がディスコグラフィになっている特製ピンナップとツアーロゴステッカーが付属している。
「WALK」・「LOVE SONG」は、1992年盤のシングルが収められている。

## 収録作品
※楽曲の詳細などは、各シングルの項目を参照。順番は収納されている順に掲載。
1. モーニングムーン
オリジナルは1986年2月5日発売。
2. 黄昏を待たずに
オリジナルは1986年5月21日発売。
3. Count Down
オリジナルは1986年8月21日発売。
4. 指環が泣いた
オリジナルは1986年11月21日発売。
5. SAILOR MAN
オリジナルは1987年4月21日発売。
6. ロマンシングヤード
オリジナルは1987年10月5日発売。
7. 恋人はワイン色
オリジナルは1988年2月5日発売。
8. ラプソディ
オリジナルは1988年5月21日発売。
9. Trip
オリジナルは1988年10月25日発売。
10. WALK
オリジナルは1989年3月8日発売だが、本作に収められているのは1992年3月25日に再発売されたシングル盤。
11. DO YA DO
オリジナルは1990年6月27日発売。
12. 太陽と埃の中で
オリジナルは1991年1月30日発売。
13. SAY YES
オリジナルは1991年7月24日発売。
14. 僕はこの瞳で嘘をつく
オリジナルは1991年11月21日発売。
15. LOVE SONG
オリジナルは1989年6月21日発売だが、本作に収められているのは1992年3月25日に再発売されたシングル盤。
16. if
オリジナルは1992年7月1日発売。
17. no no darlin'
オリジナルは1992年10月10日発売。
18. YAH YAH YAH/夢の番人
オリジナルは1993年3月3日発売。